# Brian Ferneyhough
Brian John Peter Ferneyhough (Coventry, 16 gennaio 1943) è un compositore inglese, generalmente associato al movimento della "nuova complessità".

## Biografia
Ha iniziato gli studi di composizione alla "Birmingham School of Music" dal 1961 al 1963, e alla "Royal Academy of Music" a Londra dal 1966 al 1967. Successivamente è divenuto allievo di Ton de Leeuw a Amsterdam (1968-1969) e di Klaus Huber a Basilea (1969-1971), ma sostanzialmente si è formato da autodidatta.

Nel 1973 diviene assistente di Huber presso la Hochschule di Friburgo, dove nel 1978 sarà nominato docente titolare. Dalla fine degli anni sessanta ha frequentato spesso i corsi estivi di Darmstadt, dove parteciperà come docente dal 1976, e dal 1984 al 1994 sarà nominato Coordinatore dei corsi di composizione.

Dopo essere stato per un anno docente principale di composizione presso il Conservatorio Reale de L'Aia (1986), nel 1987 è nominato docente di composizione all'università di San Diego, mentre dal 2000 è professore titolare di composizione alla Stanford University (California).
Durante la sua attività ha ottenuto numerosi premi e riconoscimenti: a partire dalla Mendelssohn Scholarship nel 1968, ha ricevuto per tre volte il premio Gaudeamus ad Amsterdam (dal 1968 al 1970, il premio speciale dell'ISCM (International Society of Contemporary Music) nel 1974, una borsa di studio della Heinrich-Strobel-Stiftung (1974), il premio della Deutscher Akademischer Austauschdienst (1976) ed il Koussevitzky Award nel 1978. Nel 2007 vince l'International Ernst von Siemens Music Prize.
Eletto membro della Akademie der Künste di Berlino nel 1996, Brian Ferneyhough ha ricevuto nello stesso anno il Royal Philharmonic Award (Inghilterra), mentre nel 1984 è stato nominato Chevalier de l'Ordre des Arts et des Lettres dal governo francese.

## Musica
A parte i lavori giovanili (le sue prime composizioni risalgono al 1963), la musica di Ferneyhough è stata associata alla cosiddetta "nuova complessità", caratterizzata dall'estensione delle caratteristiche formali costruttive del serialismo, anche se al giorno d'oggi l'autore rifiuta i sistemi di composizione seriali o, più generalmente, "generativi".

Nelle più recenti composizioni è chiara la sua preferenza nel creare materiali e strutture formali piuttosto che utilizzare sistemi precostituiti. Parlando delle sue musiche, infatti, Ferneyhough non teme di utilizzare termini quali l'"energia" o l'"eccitazione", piuttosto che insistere su particolari astratti formali.
La sua musica in genere richiede enormi sforzi tecnici da parte degli interpreti (talvolta, come nel caso del brano Unity Capsule per flauto solo, le sue partiture sono talmente dettagliate e complesse che risulta quasi impossibile una realizzazione totale di quanto vi è scritto). Nella sua personale filosofia compositiva, lo scopo di ciò è quello di liberare la creatività dell'interprete, il quale dovrà decidere su quali particolari concentrarsi, e quali altri verranno invece tralasciati.

Nonostante la loro estrema difficoltà di esecuzione, le sue musiche sono correntemente programmate nelle maggiori manifestazioni musicali del mondo intero, eseguite spesso da vari interpreti di gran prestigio, tra cui il quartetto Arditti, il Nieuw Ensemble di Amsterdam, il flautista Pierre-Yves Artaud, eccetera; la quasi totalità delle sue composizioni è pubblicata dalle edizioni Peters.
In anni recenti Ferneyhough si è per la prima volta dedicato all'opera: il suo lavoro Shadowtime, su libretto di Charles Bernstein basato sulla vita del filosofo Walter Benjamin, è stato eseguito per la prima volta a Monaco il 25 maggio 2004.

## Opere
- 1965 Four Miniatures per flauto e pianoforte
- 1966 Coloratura per oboe e pianoforte
- 1966 Epigrams per pianoforte
- 1966 - 1967 Prometheus per sei strumenti a fiato
- 1968 Epicycle per venti archi solisti
- 1969 - 1971 Firecycle Beta per due pianoforti e orchestra eseguita nel 1976 al Teatro La Fenice di Venezia diretta da Zoltán Peskó
- 1969 - 1980 Funérailles per ensemble strumentale
- 1970 Cassandra's Dream Song per flauto solo
- 1971 - 1977 Time and Motion Study I per clarinetto basso solo
- 1973 - 1976 Time and Motion Study II per violoncello e live electronics
- 1973 - 1976 Unity Capsule per flauto solo
- 1976 - 1979 La Terre est un Homme per orchestra
- 1979 - 1980 Secondo quartetto d'archi
- 1981 Lemma-Icon-Epigram per pianoforte
- 1981 Superscriptio per ottavino solo
- 1982 Carceri d'Invenzione I per ensemble strumentale
- 1982 - 1985 Etudes Transcendantales/Intermedio II per ensemble strumentale
- 1983 Adagissimo per quartetto d'archi
- 1983 - 1989 Kurze Schatten II per chitarra
- 1984 Carceri d'Invenzione IIb per flauto solo
- 1985 Carceri d'Invenzione II per flauto e orchestra
- 1986 Carceri d'Invenzione III per ensemble strumentale
- 1986 Mnemosyne per flauto basso e nastro magnetico
- 1986 Intermedio alla Ciaccona per violino solo
- 1987 Carceri d'Invenzione IIc per flauto e live electronics
- 1988 La chute d'Icare per clarinetto e orchestra da camera
- 1989 Trittico per G.S. per contrabbasso solo
- 1989 - 1990 Terzo quartetto d'archi
- 1989 - 1990 Quarto quartetto d'archi con voce di soprano
- 1991 Bone Alphabet per un percussionista
- 1994 On Stellar Magnitudes per mezzosoprano e ensemble strumentale
- 1995 String Trio per archi
- 1996 - 1997 Allgebrah per ensemble strumentale
- 1996 Incipits per viola e ensemble strumentale
- 1997 Flurries per ensemble strumentale
- 1998 - 1999 Opus Contra Naturam per pianoforte
- 2001 In Nomine à 3 per ottavino, oboe e clarinetto
- 2003 Les Froissements des Ailes de Gabriel per chitarra e gruppo da camera
- 2004 no time (at all) per due chitarre
- 2004 Shadowtime, opera in sette scene, libretto di Charles Bernstein
- 2005 O Lux per dieci strumenti
- 2006 5th String Quartet
- 2006 Plötzlichkeit per grande orchestra
- 2007-8 Chronos-Aion per grande ensemble
- 2007 Dum transisset I–IV per quartetto d'archi
- 2008 Exordium per quartetto d'archi
- 2008 Renvoi/Shards per chitarra a quarti di tono e vibrafono